# NGC 5322
NGC 5322 este o astronomical radio source⁠(d) situată în constelația Ursa Mare. A fost descoperită în 19 martie 1790 de către William Herschel. Se află la o distanță de 31,92 de megaparseci de Pământ.